# Ванкханди Махарадж
Свами Ванкханди Махарадж (англ. Swami Vankhandi Maharaj), также известный как Алу Баба (англ. Alu Baba) — индийский садху из Гималаев, шактист, преданный Вана Дурги (лесной Дурги). Имя его означает «лесной отшельник» (местные жители называют его Алу Баба, картофельный баба — приходящих он кормит прасадом, приправленной индийскими специями картошкой).

## Биография
Ванкханди Махарадж вырос в деревне поблизости города Алмора, где он начал свое религиозное обучение. Позже он жил один в течение 11 лет в пещере на озере Нанда Кунд рядом с вершиной Нанда-Деви, недалеко от горной границы Индии с Тибетом. Район ледника Пиндари традиционно считается местом, где обитает Шакти.
Сейчас подвижник живет на вершине лесного холма вышиной в полтора километра над озером Саттал.

## Ашрам
Примерно в 5 км от города Бхимтал находится озеро Саттал. Холм у озера, известен как Хидимба Парват. Он получил свое имя от демона Хидимбы из Махабхараты. Ванханди Махарадж, садху, сейчас живет на холме. На холме есть храм богини в трех ее ипостасях — Кали (разрушение), Лакшми (благоденствие) и Сарасвати (мудрость).

## Видео
Гималайские беседы. Сатсанг с Ванкханди махараджем (Алу Баба). Март, 2018. Саттал, Кумаон, Индия.